# Distretto di Karma
Il distretto di Karma (in bielorusso Кармянскі раён?) è un distretto (raën) della Bielorussia appartenente alla regione di Homel'.